# Esch-sur-Alzette
Esch-sur-Alzette (Esch-Uelzecht in lussemburghese, Esch an der Alzette in tedesco) è la seconda città del Lussemburgo.
La popolazione è di circa 31 000 abitanti. Essa è anche posta nel cuore del bacino minerario del Lussemburgo.

## Geografia
Situata nel sud-ovest del territorio lussemburghese, sul confine con la Francia, è attraversata dal fiume Alzette.

## Storia
Per decenni è stata sede del Consolato d'Italia in Lussemburgo, prima che questo venisse spostato nella capitale nel 2010. È stata scelta per essere capitale europea della cultura nel 2022, insieme a Kaunas; a seguito dello slittamento nel calendario delle capitali europee della cultura determinato dalla pandemia di COVID-19 è stata loro associata anche Novi Sad.

## Amministrazione

### Gemellaggi
- Coimbra
- Colonia
- Liegi
- Lilla
- Offenbach am Main
- Rotterdam
- Torino
- Velletri
- Zemun

## Infrastrutture e trasporti

### Strade
Le due principali vie d'accesso alla città sono le autostrade A4 e A13.

### Ferrovie
Esch-sur-Alzette è servita da una propria stazione ferroviaria situata sulla congiunzione delle linee 6f per Pétange e 6a per Bettembourg. Dalla locale fermata ferroviaria parte anche una piccola ferrovia internazionale per la vicina cittadina francese di Audun-le-Tiche.

## Sport

### Calcio
La squadra della città è la Jeunesse Esch, la quale detiene il maggior numero di titoli nazionali, vale a dire 28. I colori della squadra sono il bianco e il nero. Vi gioca inoltre anche il Cercle Sportif Fola Esch, i cui colori sono il bianco e il rosso.

### Ciclismo
Il 14 maggio 2002 la 3ª tappa del Giro d'Italia 2002 si è conclusa a Esch-sur-Alzette con la vittoria di Mario Cipollini.